# Cottea pappophoroides
Cottea, es un género monotípico de plantas herbáceas perteneciente a la familia de las poáceas. Su única especie: Cottea pappophoroides Kunth, es originaria de América donde se distribuye desde Texas hasta Argentina.

## Descripción
Es una planta perenne; cespitosa, con tallos que alcanzan un tamaño de 30-60 cm de alto; herbácea; ramificado arriba; tuberosas (crecen asociadas con espiguillas cleistógamas). Plantas inermes con hojas no agregadas basales; no auriculadas. Vainas pilosas. Las láminas de las hojas lineales; estrechas; de 3-7 mm de ancho; planas; exhibiendo glándulas multicelulares abaxialmente. Las láminas sin venación; persistente. La lígula una membrana con flecos, o una franja de pelos (?). Plantas bisexuales, con espiguillas bisexuales; con los floretes hermafroditas. Inflorescencia paniculada; abierta (en vez de suelto, de 8-15 cm de largo).

## Taxonomía
Cottea pappophoroides fue descrita por Carl Sigismund Kunth y publicado en Révision des Graminées 1: 84. 1829.
Etimología
Cottea: nombre genérico otorgado en honor de Heinrich Cotta.
pappophoroides: epíteto compuesto que significa "similar al género Pappophorum".
Citología
El número cromosómico básico del género es x = 10, con números cromosómicos somáticos de 2n = 20, diploides.